# Zeitschrift für Ostdeutsche Familiengeschichte
Zeitschrift für Ostdeutsche Familiengeschichte – niemieckie czasopismo historyczne poświęcone genealogii rodzin ze Śląska, Prus i Pomorza, kwartalnik. Wydawane od 2010 roku, nawiązuje tradycjami do czasopisma „Ostdeutsche Familienkunde”, wydawanego od 1953 roku.
Redaktorem czasopisma jest Rafael Sendek. 